# Еркингер VI фон Магенхайм
Еркингер VI фон Магенхайм (на немски: Erkinger VI von Magenheim; † сл. 1309) е германски благородник, господар на Магенхайм при Клеброн в Баден-Вюртемберг.
Той е най-големият син на Еркингер V фон Магенхайм († 1294/1308) и съпругата му Анна? фон Шауенбург († сл. 1308).
Брат е на Улрих фон Магенхайм († сл. 1296).

## Фамилия
Еркингер VI фон Магенхайм се жени за фон Тюбинген-Бьоблинген. Те имат четири сина:
- Егено фон Магенхайм († 10 октомври 1363)
- Еркингер VII фон Магенхайм († сл. 1350); има пет неженени сина
- Улрих III фон Бракенхайм († сл. 1348), рицар
- Йоханес фон Магенхайм († 3 април 1333)